# 成其圣
成其圣（1963年9月—），江苏泰兴人，1987年11月加入中国共产党，1989年8月参加工作，天津师范大学硕士毕业，研究生学历，南开大学文学博士，编审。曾任中共天津市委宣传部部长，市委秘书长。

## 生平
1989年参加工作，历任天津人民出版社文史编辑室编辑、总编辑办公室副主任、副总编辑、总编辑，市新闻出版管理局党委常委，天津出版总社社长。2000年，出任天津市新闻出版局局长，后任市文化局党委副书记、市文化局（市文物局）局长、市文化局党委书记。2008年，担任天津市委副秘书长、办公厅主任。2011年4月，任天津市委常委、宣传部部长。2014年11月，兼任天津市委秘书长。
2017年3月1日，天津市卫生部门称，成其圣因服用过量安眠药导致昏迷入院，现已恢复清醒，能与人正常交流。2017年5月，不再担任中共天津市委常委。